# Vincenzo Campi

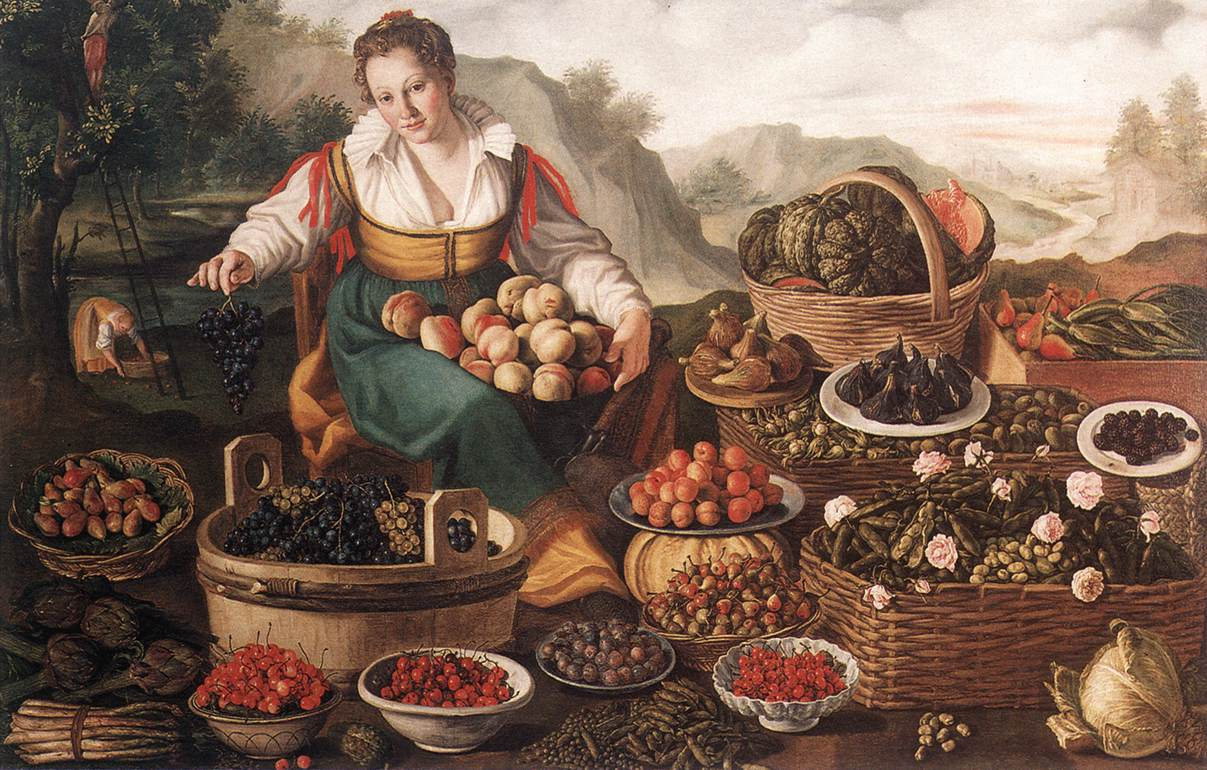
Vincenzo Campi, Sprzedająca owoce (1580)

Vincenzo Campi (ur. w 1536 w Cremonie, zm. w 1591 tamże) – włoski malarz okresu manieryzmu.
Włoski naśladowca Aertsena i Beuckelaera czynny w Cremonie. Tworzył głównie kompozycje religijne i sceny rodzajowe. Zasłynął z wystawnych przedstawień targowisk, ukazujących w misach i koszach obfitość dóbr oferowanych przez naturę: owoce, dziczyznę, drób, ryby i kwiaty. Łączył wyszukane elementy manieryzmu z realizmem tradycji lombardzkiej.
Jego dwaj bracia: Giulio Campi i Antonio Campi również byli malarzami.

## Dzieła
- Chrystus w domu Marii i Marty – Modena, Galleria Estense
- Handlarze ryb (1580-90) – Mediolan, Pinacoteca di Brera
- Kuchnia (ok. 1580) – Mediolan, Pinacoteca di Brera
- Sprzedająca drób (1580-90) – Mediolan, Pinacoteca di Brera
- Sprzedająca owoce (1580) – Mediolan, Pinacoteca di Brera
- Św. Roch i anioł – Mediolan, Museo Diocesano
- Ukrzyżowanie (1577) – Madryt, Prado